# Centaurea gabrielis-blancae
Centaurea gabrielis-blancae — вид квіткових рослин айстрових (Asteraceae). Ендемік Іспанії. 